# Estação Isabel la Católica
A Estação Isabel la Católica é uma das estações do Metrô da Cidade do México, situada na Cidade do México, entre a Estação Pino Suárez e a Estação Salto del Agua. Administrada pelo Sistema de Transporte Colectivo, faz parte da Linha 1.
Foi inaugurada em 4 de setembro de 1969. Localiza-se no cruzamento da Avenida José María Izazaga com a Avenida Isabel la Católica. Atende o bairro do Centro, situado na demarcação territorial de Cuauhtémoc. A estação registrou um movimento de 8.671.069 passageiros em 2016.
Após obras de remodelação que decorreram entre 2022 e 2023, a estação foi reaberta a 22 de outubro do mesmo ano.